# Jarvis Cocker
Jarvis Branson Cocker (Sheffield, 19 september 1963) is een Brits muzikant.
Cocker is het bekendst als zanger van de band Pulp, waarmee hij in de jaren negentig een van de belangrijkste vertegenwoordigers van de britpopstroming werd. In 1996 kwam Cocker in opspraak toen hij tijdens de uitreiking van de Brit Awards het podium bestormde tijdens een optreden van Michael Jackson. Na Pulp werkte Cocker verder aan een solocarrière.

## Discografie
Albums:
- 2006 - Jarvis
- 2009 - Further Complications
- 2017 - Room 29 met Chilly Gonzalez

## Filmografie
- 2005 - Harry Potter and the Goblet of Fire als Myron Wagtail
- 2009 - Fantastic Mr. Fox als Petey (stem)
- 2022 - The French Dispatch als Tip-Top
- 2023 - Asteroid City als Cowboy